# 糸魚川インターチェンジ

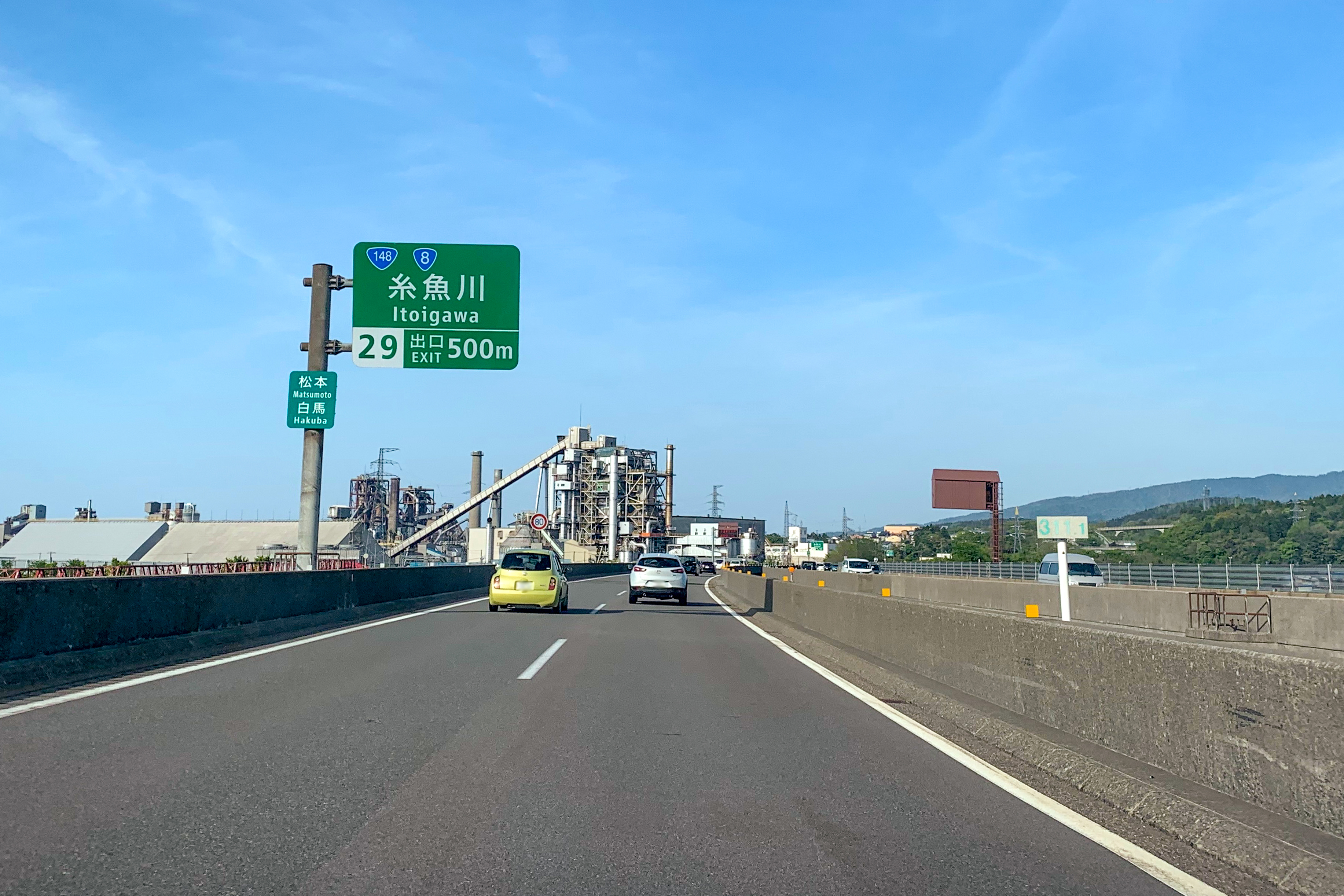
ICの案内表示と明星セメント 糸魚川工場（2019年5月）

糸魚川インターチェンジ（いといがわインターチェンジ）は、新潟県糸魚川市上刈にある北陸自動車道のインターチェンジである。

## 歴史
- 1986年（昭和61年）4月17日 - 安全祈願祭が執り行われ、着工[3]。
- 1988年（昭和63年）7月20日 - 名立谷浜IC - 朝日IC間の開通に伴い[1][4][5][6][7]、供用開始[1]。当初は暫定2車線での供用[8]。
- 2000年（平成10年）10月3日 - 当ICを含む能生IC - 越中境PA間が4車線化[9]。

## 道路
- E8 北陸自動車道（29番）
- 接続する道路：国道148号
  - 上記の国道148号のほかに、当ICから長野県松本市までを結ぶ松本糸魚川連絡道路（地域高規格道路）が計画されている[10][11][12]。

## 料金所
- ブース数：5

### 入口
- ブース数：2
  - ETC専用：1
  - 一般：1

### 出口
- ブース数：3
  - ETC専用：1
  - 一般：2

## 周辺
- 糸魚川温泉
- 笹倉温泉
- 西日本旅客鉄道（JR西日本）・えちごトキめき鉄道 糸魚川駅
- JR西日本大糸線 姫川駅
- 松糸・今井道路（松本糸魚川連絡道路）

## 糸魚川インター前バスストップ
IC北側国道148号上にバス停が存在する。新潟駅行きは乗車扱い、糸魚川駅行は降車扱いのみ行う。
- 【ときライナー】Ｉ 糸魚川線
糸魚川白嶺高校入口 - 糸魚川インター前 - 早川BS

## 隣
E8 北陸自動車道
(28)親不知IC - (29)糸魚川IC - 蓮台寺PA - (30)能生IC